# ترافيس ديفيس
ترافيس ديفيس (بالإنجليزية: Travis Davis)‏ هو لاعب كرة قدم أمريكية أمريكي، ولد في 10 يناير 1973 في Wilmington, Los Angeles ‏ في الولايات المتحدة.

## وصلات خارجية
- ترافيس ديفيس على موقع مرجع كرة القدم المحترفة.كوم (الإنجليزية)